# オレの愛妻物語
オレの愛妻物語（おれのあいさいものがたり）は日本で制作されたテレビドラマ。日本テレビ系列放送。

## 作品の概要
- 1978年7月29日から1978年9月30日にかけて毎週土曜日21時からの土曜グランド劇場枠で全9話が放送された。駆け落ち結婚したトラック運転手夫婦と彼らを取り巻く人々との騒動をコミカルに描いた作品。
- 主演の水谷はこのドラマの為に大型自動車免許を取得した。

## キャスト
- 花輪武：水谷豊
- 倉田ユリ子：大竹しのぶ
- 猫田栄蔵：藤岡琢也
- 栄蔵の妻・淳子：三ツ矢歌子
- 栄蔵の長男・優一：細川俊之
- 優一の妻・久代：宇津宮雅代
- 栄蔵の次男・秀二：森本レオ
- 栄蔵の長女・照子：夏目雅子
- 江川正介（淳子の実兄）：小松方正
- 山本銀子：木内みどり
- 健：丹古母鬼馬二
- 竜夫：小林昭男
- 女事務員：松金よね子
- 鬼藤：畠山麦
- 倉田寅男：宍戸錠
- 室川晴美：正司照江
- 晴美の娘・みち：村地弘美
- 花輪誠吉：池部良

### ゲスト
第1回
- 職安の係員：熊倉一雄
- 岡部：里木佐甫良

第2回
- 造酒屋若社長：森川正太
- 番頭：小鹿番
- 高木係長：桑山正一
- 旅館の女中：阿部光子
- 運転手：安原義人

第3回
- 金貸し：千石規子
- 源：団巌
- 寅男の仲間：高品正広、鵜沢秀行
- タクシー運転手：久遠利三
- ヤクザ：稲吉靖司、小幡利二、岡田正典
- ホステス：幸村有美、富永恵利子

第4回
- 黒岩：志賀勝
- アパートの管理人：石井富子
- 黒岩の仲間：小池雄介、だるま二郎
- トミ譲二とロイヤルズ

第5回
- 大川文平：花沢徳衛
- 大川平太郎：西田健
- ホテル支配人：梶哲也
- 太田：横山あきお
- キャバレーの客：田中小実昌、黒田征太郎
- ホステス：太田淑子、本庄和子

第6回
- 岩田：前田武彦
- キャバレーの客：山田康雄、安西正弘、島田敏、グレート小鹿、大熊
- 郵便配達：倉富勝士
- ホステス：太田淑子、丸山裕子、木瓜みらい、風間文野

第7回
- みね：吉行和子
- TV局ディレクター：神保共子
- 小猫の客：沢りつお
- 屋台のオヤジ：猪野剛太郎

第8回
- 黒岩：志賀勝
- タメ子：あき竹城
- 医師：富田浩太郎
- 優一の同僚：酒井郷博
- 大金：小池雄介
- 裁判所執行官：大矢兼臣、山本寛、山中康司

第9回
- 神山社長：野口元夫
- 飲み屋のおかみ：進藤幸

## 視聴率
| 各話                                    | 放送日        | 視聴率 |
| --------------------------------------- | ------------- | ------ |
| 第1話                                   | 1978年7月29日 | 19.0%  |
| 第2話                                   | 1978年8月5日  | 16.7%  |
| 第3話                                   | 1978年8月12日 | 13.9%  |
| 第4話                                   | 1978年8月19日 | 19.8%  |
| 第5話                                   | 1978年9月2日  | 21.3%  |
| 第6話                                   | 1978年9月9日  | 20.0%  |
| 第7話                                   | 1978年9月16日 | 18.9%  |
| 第8話                                   | 1978年9月23日 | 18.4%  |
| 第9話                                   | 1978年9月30日 | 19.5%  |
| 平均視聴率18.6％（ビデオリサーチ 関東） |               |        |

## 主題歌
- 「故郷フィーリング」（歌：水谷豊/作詞：阿木燿子/作曲：宇崎竜童/編曲：鈴木茂）

## スタッフ
- 企画：梅谷茂
- プロデューサー：高野幹夫、深山由美子
- 音楽：牧野由多可
- 脚本：布勢博一、松原敏春、安倍徹郎
- 演出：田中知己
- 技術：島崎孝雄
- 照明：上島忠宣
- 音声：中村利一
- カメラ：志村泰史
- 美術デザイン：橋本潔
- 美術制作：平野裟一、池田幸雄
- 音響効果：諸橋毅一
- 制作協力：東通
- 製作：日本テレビ

## その他
- 主人公・花輪武を演じた水谷豊は児童劇団に所属していた子役時代に手塚治虫原作の特撮ドラマ「バンパイヤ」で主役を務めて以来約10年振りの主演作となった。本作の最終話放映から6日後には「熱中時代」がスタート。主人公の新米教師・北野広大を演じ、社会現象を引き起こすことにもなる。ドラマ「傷だらけの天使」（日本テレビ）、「男たちの旅路シリーズ」（NHK土曜ドラマ）などのレギュラー出演や映画「青春の殺人者」主演を経て、「熱中時代」で世間に広く知られて行く過程、渦中にあった重要な主演ドラマ作品と言える。
- 1978年8月26日は『24時間テレビ 「愛は地球を救う」』（第1回）放送のため休止。
- 1999年2月2日放送のカネボウヒューマンスペシャルドラマ「小さな小さなあなたを産んで 678グラム－超未熟児の娘－生きてるんだ、がんばってるんだ」において、再び水谷豊と大竹しのぶが夫婦を演じた。日本テレビ製作、松原敏春脚本作品であった。

## 付随情報
- この作品は過去にビデオソフトやDVD化などのソフト化が一切されていない。